# Windstar Cruises
Windstar Cruises ist eine US-amerikanische Kreuzfahrtreederei, die sechs kleine Kreuzfahrtschiffe betreibt. Von 1987 bis 2007 war das Unternehmen eine Marke der Carnival Corporation.

## Geschichte
Das Unternehmen wurde 1984 von Carl G. Andrén als Windstar Sail Cruises gegründet. In den Jahren von 1986 bis 1988 wurden mit der Wind Star, der Wind Song und der Wind Spirit, gebaut auf der französischen Werft Ateliers et Chantiers du Havre, drei gleiche Schiffe einer Schiffsklasse in Dienst gestellt. Zudem wurden bei der Werft zwei deutlich größere Schiffe, die Wind Saga und die Wind Surf, bestellt.
1987 kaufte die Holland-America Line (HAL) 50 % der Anteile an dem Unternehmen und erwarb 1988 auch die restlichen Anteile. Dabei wurde aufgrund finanzieller Herausforderungen, die auch zur Übernahme der HAL durch die Carnival Corporation führten, der Bau der Wind Saga und der Wind Surf ausgesetzt. Die Schiffe wurden stattdessen für das französische Touristikunternehmen Club Med als Club Med I und Club Med II fertiggestellt. Später plante die Carnival Corporation den Rückkauf beider Schiffe, wollte allerdings nur das Geld für eines aufbringen und übernahm 1998 die Club Med I unter ihrem ursprünglichen Namen Wind Surf.
Am 1. Dezember 2002 geriet die Wind Song in Französisch-Polynesien in Brand. Das Schiff wurde zum Totalschaden erklärt und im Januar 2003 planmäßig versenkt.
Im März 2007 verkaufte die Carnival Corporation Windstar Cruises für 100 Millionen US-Dollar an Ambassadors International. Das Mutterunternehmen meldete jedoch am 1. April 2011 Insolvenz nach Chapter 11 an, woraufhin Windstar Cruises für 39 Millionen US-Dollar an die Anschutz Corporation versteigert wurde, welche die Xanterra Travel Collection zum neuen Mutterunternehmen machte.
Im Jahr 2013 gab das Unternehmen bekannt, die Seabourn Pride, die Seabourn Spirit und die Seabourn Legend von Seabourn Cruise Line zu kaufen. Die Seabourn Pride wurde am 5. Mai 2014 als Star Pride in Dienst gestellt, die anderen beiden Schiffe folgten im Mai 2015 als Star Breeze und Star Legend.
Im November 2018 schloss Windstar Cruises mit Fincantieri einen Vertrag zur Verlängerung der von Seabourn übernommenen Schiffe für 200 Millionen Euro zwischen Frühling 2019 und November 2020. Nachdem sich dies vor dem Hintergrund der COVID-19-Pandemie verzögert hatte, wurden die Verlängerungen im November 2020 (Star Breeze), Mai 2021 (Star Legend) und Oktober 2021 (Star Pride) abgeschlossen.
Im April 2024 wurde bekannt, dass Windstar Cruises mit der Star Seeker und der Star Explorer zwei Schiffe der Explorer-Klasse der portugiesischen Reederei Mystic Cruises übernehmen wird, wobei das erste Schiff ein im Dezember 2025 abzuliefernder Neubau ist, der ursprünglich als World Seeker gebaut werden sollte, der andere die bereits fahrende World Explorer, die bislang für Quark Expeditions fährt.

## Flotte

### Aktuelle Schiffe
| Baujahr | Name        | Vermessung (BRZ) | Dienstzeit bei Windstar Cruises | Bild | Anmerkungen                                           |
| ------- | ----------- | ---------------- | ------------------------------- | ---- | ----------------------------------------------------- |
| 1986    | Wind Star   | 5.307            | 1986–                           |      | in Dienst                                             |
| 1988    | Wind Spirit | 5.736            | 1988–                           |      | in Dienst                                             |
| 1989    | Wind Surf   | 14.745           | 1998–                           |      | bis 1998 als Club Med I bei Club Med                  |
| 1988    | Star Pride  | 12.995           | 2014–                           |      | bis 2014 als Seabourn Pride bei Seabourn Cruise Line  |
| 1988    | Star Breeze | 12.995           | 2015–                           |      | bis 2015 als Seabourn Spirit bei Seabourn Cruise Line |
| 1990    | Star Legend | 12.995           | 2015–                           |      | bis 2015 als Seabourn Legend bei Seabourn Cruise Line |

### Zukünftige Schiffe
| Baujahr | Name          | Vermessung (BRZ) | geplante Indienststellung |
| ------- | ------------- | ---------------- | ------------------------- |
| 2025    | Star Seeker   | 9.315            | Dezember 2025             |
| 2026    | Star Explorer | 9.923            | Dezember 2026             |

### Ehemalige Schiffe
| Baujahr | Name      | Vermessung (BRZ) | Dienstzeit bei Windstar Cruises | Bild | Anmerkungen                                 |
| ------- | --------- | ---------------- | ------------------------------- | ---- | ------------------------------------------- |
| 1987    | Wind Song | 5.307            | 1987–2002                       |      | 2002 bei Brand beschädigt und 2003 versenkt |